# Memoarer, del 1 (Bob Dylan)
Memoarer, del 1 av Bob Dylan är den svenska översättningen av Chronicles, Volume 1. 
Den svenska översättningen kom på förlaget Prisma 2004 och är gjord av Mats Gellerfelt. Boken är på 278 sidor. Det engelska originalet publicerades samma år av Simon & Schuster.
Memoarerna innehåller blandade nedslag i Dylans liv som artist. Han berättar bland annat i boken varför han tog namnet Bob Dylan. De tre första kapitlen handlar om flytten till New York 1961 och förändringen från tonåring till skivartist.
I en intervju med Rolling Stone, sa Dylan att han blev väldigt rörd av det mottagande boken fick. "De flesta som skriver om musik har ingen aning om hur det känns att spela den. Men med boken jag skrev tänkte jag att alla som studerar den här boken, de vet verkligen vad de snackar om. De vet mer om det än vad jag vet. Vissa recensioner av boken fick mig nästan att börja gråta – på ett bra sätt. Jag hade aldrig känt så från en musikkritiker förut."
Simon & Schuster har meddelat att Dylan har börjat skriva på Chronicles, Volume 2.